# 姆韋魯萬蒂帕湖
姆韋魯萬蒂帕湖（Lake Mweru Wantipa）是贊比亞北方省有大量河馬和鱷魚生活的沼澤湖。湖水從小型河流和溪流注入，湖泊的出口處海拔942米，而湖面海拔只有932米，因此只在雨季時才有湖水流出，湖泊曾經乾涸。過往湖泊的鹽度變化很大，1929年和1939年是淡水湖，但1949年卻測量是鹹水湖。